# Нарывники
Нарывники (лат. Meloidae) — семейство жуков.

## Описание
Жуки средней величины или крупные, обыкновенно ярко окрашенные, с опущенной вниз, кзади суженной головой, с 11-члениковыми, реже 8—10-члениковыми усиками, суженным 1-м члеником груди, гибкими надкрыльями, которые шире первого членика груди и часто покрывают не все брюшко, расщеплёнными костями, большими соприкасающимися тазиками двух первых пар ног, с 6—7 свободными члениками на нижней стороне брюшка.
Название своё получили вследствие содержания в покровах едкого вещества кантаридина, вызывающего на коже нарывы, благодаря чему некоторые (шпанская мушка) употреблялись в медицине. В настоящее время вытеснены синтетическими препаратами. Личинки — паразиты насекомых и представляют явление гиперметаморфоза. Нарывники, паразитирующие на прямокрылых, оказывают заметное влияние на численность саранчовых, являющихся одним из основных вредителей сельского хозяйства. Многие имеют отпугивающую окраску, предупреждая потенциальных хищников об их ядовитости.
Водятся нарывники преимущественно в тёплых странах. К настоящему времени по всему миру известно более 7500 видов.

## Хозяйственное значение
Некоторые нарывники считаются вредителями, так как объедают листья деревьев и кустарников. Ротовой аппарат представителей родов Nemognatha и Leptopalpus модифицирован для питания нектаром. 
Энтомолог Сергей Колов отмечает, что из 100 нарывников Казахстана только 39 опасны для посевов. Кантаридин, по мнению биохимика Карема Гхонеима, содержащийся в покровах и гемолимфе нарывников может использоваться в составе безвредных для природы пестицидов и гербицидов.

## Некоторые виды
- Alosimus Mulsant
  - Alosimus chalybaeus Taschenberg — нарывник синий
- Cerocoma Geoffroy
  - Cerocoma schaefferi Linnaeus — нарывник Шеффера
- Epicauta Redtenbacher
  - Epicauta erythrocephala Pallas — нарывник красноголовый, или шпанка красноголовая
  - Epicauta megalocephala Gebler — шпанка черноголовая
- Lytta Fabricius — шпанки, или шпанские мушки
  - Lytta caraganae Pallas — шпанка карагановая
  - Lytta vesicatoria Linnaeus — шпанская мушка, или шпанка ясеневая
- Meloe Linnaeus — Майки
  - Meloe proscarabaeus Linnaeus — майка обыкновенная, или майка чёрная
  - Meloe variegatus Donovan — майка пёстрая, или майка красивая
  - Meloe violaceus Marshall — майка фиолетовая
- Mylabris Fabricius
  - Mylabris biguttata Gebler — нарывник двупятнистый
  - Mylabris calida Pallas — нарывник пятнистый
  - Mylabris cineta Olson — нарывник хлопковый
  - Mylabris crocata Pallas — нарывник шафранный
  - Mylabris festive Pallas — нарывник нарядный
  - Mylabris mannerheimi Gebler — нарывник туранский
  - Mylabris polymorpha Pallas — нарывник цветочный
  - Mylabris pusilla Olson — нарывник-крошка
  - Mylabris quadripunctata Linnaeus — нарывник четырёхточечный
  - Mylabris variabilis Pallas — нарывник изменчивый